# 比利時女子超級足球聯賽
比利時女子超級足球聯賽（荷蘭語：Super League Vrouwenvoetbal）是比利時的頂級女子足球職業聯賽。賽事成立於2015年，一共有8支球隊角逐賽事。

## 參賽球隊
2024–25年比利時女子超級足球聯賽參賽球隊一共有 8 隊。
| 球隊       | 城市       | 上季成績      |
| ---------- | ---------- | ------------- |
| 安德列治   | 安德萊赫特 | 第 1 位       |
| 標準列治   | 列日       | 第 2 位       |
| 奧特海維利 | 魯汶       | 第 3 位       |
| YLA足球會  | 布魯日     | 第 4 位       |
| 真特       | 根特       | 第 5 位       |
| 亨克       | 亨克       | 第 6 位       |
| 華雷根     | 瓦勒海姆   | 第 8 位       |
| 韋斯達路   | 韋斯特洛   | 甲組，第 1 位 |

## 歷屆冠軍
以下為歷屆聯賽冠軍：
- 2015–16：標準列治（英语：Standard Liège (women)）
- 2016–17：標準列治（英语：Standard Liège (women)）
- 2017–18：安德列治
- 2018–19：安德列治
- 2019–20：安德列治
- 2020–21：安德列治
- 2021–22：安德列治
- 2022–23：安德列治
- 2023–24：安德列治
- 2024–25：奧特海維利（英语：Oud-Heverlee Leuven (women)）

## 外部連結
- Official website 的存檔，存档日期2022-07-04.
- League at soccerway.com
- League at UEFA